# Polnischer Filmpreis/Beste Regie

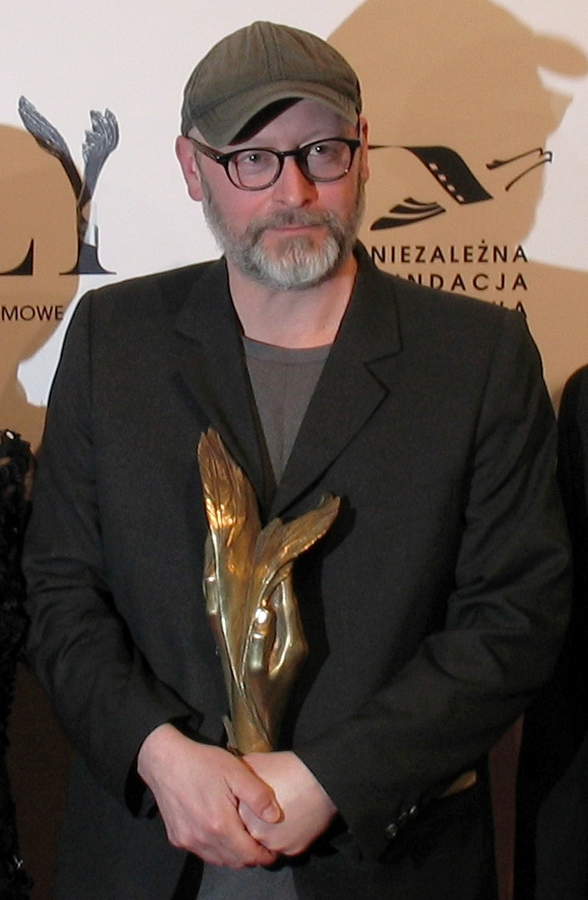
Wojciech Smarzowski mit dem gewonnenen Publikumspreis 2012

Gewinner und Nominierte für den Polnischen Filmpreis in der Kategorie Beste Regie (Najlepsza reżyseria) seit der ersten Verleihung des Polnischen Filmpreises im Jahr 1999. Ein Film qualifiziert sich in dem der Preisverleihung vorhergehenden Jahr, wenn er zwischen dem 1. Januar und 31. Dezember mindestens sieben Tage in einem öffentlichen Kino gegen Entgelt gezeigt wurde.
| Statistik                         | Name                | Anzahl | Jahr                   |
| --------------------------------- | ------------------- | ------ | ---------------------- |
| Häufigste Auszeichnungen          | Wojciech Smarzowski | 4      | 2005, 2010, 2012, 2017 |
| Häufigste Nominierungen ohne Sieg | Jan Jakub Kolski    | 4      | 1999, 2001, 2004, 2007 |

Siege weiblicher Filmemacher blieben ähnlich wie bei den übrigen europäischen Filmpreisen, wie beispielsweise dem Deutschen Filmpreis, französischen César oder spanischen Goya, Ausnahmen. Nachdem bei der ersten Verleihung des Polnischen Filmpreises Dorota Kędzierzawska (Nic) triumphiert hatte, folgte ihr 2007 Joanna Kos-Krauze, die als Koregisseurin von Plac Zbawiciela gemeinsam mit ihrem Ehemann Krzysztof Krauze ausgezeichnet wurde. 2016 erhielt Małgorzata Szumowska den Preis für Body.

## 1990er Jahre

### 1999
Dorota Kędzierzawska – Nic
Jan Jakub Kolski – Historia kina w Popielawach
Vladimir Michalek – Der Bastard muss sterben (Je treba zabít Sekala / Zabić Sekala)
Michał Rosa – Farba
Leszek Wosiewicz – Kroniki domowe

## 2000er Jahre

### 2000
Krzysztof Krauze – Die Schuld (Dług)
Jerzy Hoffman – Mit Feuer und Schwert (Ogniem i mieczem)
Lech Majewski – Wojaczek
Jerzy Stuhr – Tydzień z życia mężczyzny
Andrzej Wajda – Pan Tadeusz

### 2001
Krzysztof Zanussi – Życie jako śmiertelna choroba przenoszona drogą płciową
Jan Jakub Kolski – Daleko od okna
Teresa Kotlarczyk – Prymas. Trzy lata z tysiąca
Márta Mészáros – Töchter des Glücks (Córy szczęścia / A szerencse lányai)
Jerzy Stuhr – Das große Tier (Duże zwierzę)

### 2002
Robert Gliński – Tereska (Cześć Tereska)
Yurek Bogayevicz – Edges of the Lord – Verlorene Kinder des Krieges (Edges of the Lord / Boże skrawki)
Witold Leszczyński – Requiem
Lech Majewski – Angelus
Wojciech Marczewski – Weiser

### 2003
Roman Polański – Der Pianist (The Pianist / Pianista)
Marek Koterski – Der Tag eines Spinners (Dzień świra)
Piotr Trzaskalski – Edi
Andrzej Wajda – Zemsta
Wojciech Wójcik – Tam i z powrotem

### 2004
Andrzej Jakimowski – Zmruż oczy
Dariusz Gajewski – Warschau (Warszawa)
Agnieszka Holland – Julia Walking Home (Julia wraca do domu)
Jan Jakub Kolski – Pornografia

### 2005
Wojciech Smarzowski – Eine Hochzeit und andere Kuriositäten (Wesele)
Krzysztof Krauze – Mein Nikifor (Mój Nikifor)
Juliusz Machulski – Vinci

### 2006
Feliks Falk – Der Gerichtsvollzieher (Komornik)
Dorota Kędzierzawska – Jestem
Krzysztof Zanussi – Persona non grata

### 2007
Krzysztof Krauze und Joanna Kos-Krauze – Plac Zbawiciela
Jan Jakub Kolski – Jasminum
Marek Koterski – Wszyscy jesteśmy Chrystusami

### 2008
Andrzej Jakimowski – Kleine Tricks (Sztuczki)
Andrzej Barański – Parę osób, mały czas
Łukasz Palkowski – Rezerwat
Andrzej Wajda – Das Massaker von Katyn (Katyń)

### 2009
Jerzy Skolimowski – Vier Nächte mit Anna (Cztery noce z Anną)
Waldemar Krzystek – Mała Moskwa
Małgorzata Szumowska – 33 Szenen aus dem Leben (33 sceny z życia)

## 2010er Jahre

### 2010
Wojciech Smarzowski – Dom zły
Borys Lankosz – Rewers
Xawery Żuławski – Wojna polsko-ruska

### 2011
Jerzy Skolimowski – Essential Killing
Feliks Falk – Joanna
Jacek Borcuch – Alles, was ich liebe (Wszystko, co kocham)

### 2012
Wojciech Smarzowski – Róża
Agnieszka Holland – In Darkness (W ciemności)
Jan Komasa – Suicide Room (Sala Samobójców)

### 2013
Roman Polański – Der Gott des Gemetzels (Carnage)
Leszek Dawid – Jesteś Bogiem
Marcin Krzyształowicz – Obława

### 2014
Paweł Pawlikowski – Ida
Andrzej Jakimowski – Imagine
Maciej Pieprzyca – In meinem Kopf ein Universum (Chce się żyć)

### 2015
Łukasz Palkowski – Bogowie
Jan Komasa – Warschau ’44 (Miasto 44)
Władysław Pasikowski – Jack Strong

### 2016
Małgorzata Szumowska – Body (Ciało)
Magnus von Horn – The Here After (Efterskalv / Intruz)
Jerzy Skolimowski – 11 minut

### 2017
Wojciech Smarzowski – Sommer 1943 – Das Ende der Unschuld (Wołyń)
Jan P. Matuszyński – Die letzte Familie (Ostatnia rodzina)
Maciej Pieprzyca – Jestem mordercą

### 2018
Piotr Domalewski – Cicha noc
Kasia Adamik und Agnieszka Holland  – Die Spur (Pokot)
Anna Jadowska – Dzikie róże

### 2019
Paweł Pawlikowski – Cold War – Der Breitengrad der Liebe (Zimna wojna)
Janusz Kondratiuk – Jak pies z kotem
Wojciech Smarzowski – Kler

## 2020er Jahre

### 2020
Jan Komasa – Corpus Christi (Boże Ciało)
Agnieszka Holland – Red Secrets – Im Fadenkreuz Stalins (Mr. Jones / Obywatel Jones)
Bartosz Kruhlik – Supernova
Marcin Krzyształowicz – Pan T.
Maciej Pieprzyca – Ikar. Legenda Mietka Kosza

### 2021
Jan Holoubek – 25 Jahre Unschuld (25 lat niewinności. Sprawa Tomka Komendy)
Piotr Domalewski – Jak najdalej stąd
Agnieszka Holland – Charlatan (Šarlatán)
Jan Komasa – The Hater (Sala samobójców. Hejter)
Mariusz Wilczyński – Kill It and Leave This Town (Zabij to i wyjedź z tego miasta)

### 2022
Jasmila Žbanić – Quo Vadis, Aida?
Łukasz Gutt, Łukasz Ronduda – Wszystkie nasze strachy
Magnus von Horn – Sweat
Paweł Łoziński – The Balcony Movie (Film balkonowy)
Jan P. Matuszyński – Ungesühnte Schläge (Żeby nie było śladów)
Wojciech Smarzowski – Wesele

### 2023
Jerzy Skolimowski – EO (IO)
Anna Jadowska – Kobieta na dachu
Damian Kocur – Chleb i sól
Aleksandra Terpińska – Other People
Agnieszka Smoczyńska – The Silent Twins